# Nor Geghi
Nor Geghi (en arménien Նոր Գեղի ; jusqu'en 1957 Chatghran) est une communauté rurale du marz de Kotayk, en Arménie. Elle compte 6 038 habitants en 2008.

## Site préhistorique
Découvert en 2014, le site préhistorique de Nor Geghi (province de Kotayk) a révéle des artefacts remontant à environ 300 000 ans.